# Coudray (Eure)
Coudray és un municipi francès situat al departament de l'Eure i a la regió de Normandia. L'any 2007 tenia 225 habitants.

## Demografia

### Població
El 2007 la població de fet de Coudray era de 225 persones. Hi havia 78 famílies, de les quals 16 eren unipersonals (4 homes vivint sols i 12 dones vivint soles), 31 parelles sense fills i 31 parelles amb fills.
La població ha evolucionat segons el següent gràfic:
Habitants censats

### Habitatges
El 2007 hi havia 92 habitatges, 82 eren l'habitatge principal de la família, 9 eren segones residències i 1 estava desocupat. 88 eren cases i 1 era un apartament. Dels 82 habitatges principals, 63 estaven ocupats pels seus propietaris, 14 estaven llogats i ocupats pels llogaters i 5 estaven cedits a títol gratuït; 3 tenien una cambra, 4 en tenien dues, 17 en tenien tres, 23 en tenien quatre i 35 en tenien cinc o més. 66 habitatges disposaven pel capbaix d'una plaça de pàrquing. A 30 habitatges hi havia un automòbil i a 42 n'hi havia dos o més.

### Piràmide de població
La piràmide de població per edats i sexe el 2009 era:
| Homes | Edats   | Dones |
| ----- | ------- | ----- |
| 0     | 95 o +  | 0     |
| 0     | 90 a 94 | 4     |
| 0     | 85 a 89 | 0     |
| 4     | 80 a 84 | 0     |
| 4     | 75 a 79 | 4     |
| 4     | 70 a 74 | 4     |
| 8     | 65 a 69 | 0     |
| 8     | 60 a 64 | 12    |
| 0     | 55 a 59 | 0     |
| 4     | 50 a 54 | 0     |
| 16    | 45 a 49 | 4     |
| 0     | 40 a 44 | 8     |
| 16    | 35 a 39 | 16    |
| 0     | 30 a 34 | 0     |
| 0     | 25 a 29 | 0     |
| 0     | 20 a 24 | 0     |
| 0     | 15 a 19 | 16    |
| 8     | 10 a 14 | 0     |
| 8     | 5 a 9   | 4     |
| 4     | 0 a 4   | 0     |

## Economia
El 2007 la població en edat de treballar era de 137 persones, 104 eren actives i 33 eren inactives. De les 104 persones actives 88 estaven ocupades (52 homes i 36 dones) i 16 estaven aturades (5 homes i 11 dones). De les 33 persones inactives 6 estaven jubilades, 10 estaven estudiant i 17 estaven classificades com a «altres inactius».

### Ingressos
El 2009 a Coudray hi havia 76 unitats fiscals que integraven 216 persones, la mediana anual d'ingressos fiscals per persona era de 16.070 €.

### Activitats econòmiques
Dels 7 establiments que hi havia el 2007, 1 era d'una empresa de fabricació d'altres productes industrials, 2 d'empreses de construcció, 2 d'empreses de comerç i reparació d'automòbils, 1 d'una empresa de serveis i 1 d'una entitat de l'administració pública.
Dels 2 establiments de servei als particulars que hi havia el 2009, 1 era un taller de reparació d'automòbils i de material agrícola i 1 fusteria.
L'únic establiment comercial que hi havia el 2009 era una botiga d'equipament de la llar.
L'any 2000 a Coudray hi havia 6 explotacions agrícoles.

## Equipaments sanitaris i escolars
El 2009 hi havia una escola maternal integrada dins d'un grup escolar amb les comunes properes formant una escola dispersa.

## Poblacions més properes
El següent diagrama mostra les poblacions més properes.